# Марку (Сеара)
Марку (порт. Marco) — муниципалитет в Бразилии, входит в штат Сеара. Составная часть мезорегиона Северо-запад штата Сеара. Входит в экономико-статистический микрорегион Литорал-ди-Камосин-и-Акарау. Население составляет 20 222 человека на 2006 год. Занимает площадь 574,148 км². Плотность населения — 35,2 чел./км².
Праздник города — 22 ноября.

## История
Город основан в 1951 году.

## Статистика
- Валовой внутренний продукт на 2003 составляет 45.516.991,00 реалов (данные: Бразильский институт географии и статистики).
- Валовой внутренний продукт на душу населения на 2003 составляет 2.240,45 реалов (данные: Бразильский институт географии и статистики).
- Индекс развития человеческого потенциала на 2000 составляет 0,616 (данные: Программа развития ООН).